# قشقداريا (بلدة)
قشقداريا هي بلدة في مقاطعة قمشي في ولاية قشقداريا في أوزبكستان.